# Rivali sul ghiaccio
Rivali sul ghiaccio (Die Eisprinzessin) è una serie televisiva tedesca in 9 episodi trasmessi per la prima volta nel corso di una sola stagione nel 1991.

## Trama
La diciassettenne Katrin Fink è una pattinatrice sul ghiaccio che dopo l'incidente del suo partner, Stephan, gareggia con Markus.

## Personaggi e interpreti
- Katrin Fink, interpretata da Patricia Jares.
- Stephan, interpretato da Rico Krahnert.
- Dagmar, interpretata da Isa Carpiuteiro.
- Kiki, interpretata da Melanie Frahm.
- Oma Lotte, interpretata da Gerda Gmelin.
- Iris, interpretata da Verena Grosser.
- Ollo, interpretato da Marek Harloff.
- Waltraud Fink, interpretata da Micaela Kreißler.
- Flo, interpretata da Michaela Krenz.

## Produzione
Tra i registi è accreditato Jens Uwe Bruhn.

## Distribuzione
La serie fu trasmessa in Germania dal novembre 1991 sulla rete televisiva ARD. In Italia è stata trasmessa con il titolo Rivali sul ghiaccio.

## Episodi
| Stagione       | Episodi | Prima TV Germania |
| -------------- | ------- | ----------------- |
| Prima stagione | 9       | 1991-?            |